# Frederik Lundtofte
Frederik Lundtofte (født 1977) er professor ved Aalborg University Business School og research fellow ved Danish Finance Institute. Hans forskningsområde er finansiering.

## Uddannelse og karriere
Frederik Lundtofte har en Magisterexamen i nationalekonomi (2000) og en Ph.d. (2005) fra Lund Universitet, Sverige. Under han Ph.d. var han et år ved University of California, Los Angeles (UCLA), USA. Han har tidligere været ansat som Docent ved Lund Universitet og som Postdoc ved University of St. Gallen, Schweiz. Han har også gæstet ved Academia Sinica, Taiwan og Stockholm School of Economics, Sverige. Han har desuden siden 2013 været associeret redaktør ved Frontiers in Finance.  

## Udvalgte publikationer
- “Unequal Returns: Using the Atkinson Index to Measure Financial Risk” (joint with Thomas Fischer), Journal of Banking & Finance, forthcoming.
- "Growth Forecasts, Belief Manipulation and Capital Markets" (joint with Patrick Leoni), European Economic Review, Vol. 70, pp. 108-125, 2014.
- "Risk Premia: Exact Solutions vs. Log-Linear Approximations" (joint with Anders Wilhelmsson), Journal of Banking & Finance, Vol. 37, pp. 4256-4264, 2013.
- "Expected Life-Time Utility and Hedging Demands in a Partially Observable Economy," European Economic Review, Vol. 52, pp. 1072-1096, 2008.